# Pic de la Peyre
Pour les articles homonymes, voir Peyre.
Le pic de la Peyre est un sommet des Pyrénées, situé sur la frontière franco-espagnole entre les Hautes-Pyrénées, en région Occitanie, et la province de Huesca dans la communauté d'Aragon, qui culmine à 2 791 ou 2 794 mètres d'altitude dans le massif de Cauterets.

## Toponymie
En occitan, peyre signifie « pierre ».

## Géographie
Il est situé entre le département des Hautes-Pyrénées en vallée de Saint-Savin, dans la vallée d'Arrens sur la commune d'Arrens-Marsous, et celle de Tena (Panticosa) en Espagne.

### Topographie
Il est situé à l'est du port de la Peyre Saint-Martin et à l'ouest du port d'Azun. Il surplombe l'ibón de Campo Plano au sud.

### Hydrographie
Le sommet délimite la ligne de partage des eaux entre le bassin de la Garonne côté nord, qui se déverse dans l'Atlantique, et le bassin de l'Èbre, qui coule vers la Méditerranée côté sud.

## Voies d'accès
On y accède côté français au nord depuis le parking qui jouxte la centrale électrique de Migouélou. De là on remonte le gave d'Arrens en direction des lacs de Suyen et de Rémoulis et du port de la Peyre Saint-Martin.
Côté espagnol par la vallée de Tena via le GR 11 depuis le refuge espagnol de Respomuso vers le port de la Peyre Saint-Martin.

## Protection environnementale
Le pic est situé dans le parc national des Pyrénées et fait partie d'une zone naturelle protégée, classée ZNIEFF de type 1.